# Black Mariah (cómic)
Black Mariah (nombre real Mariah Dillard) es una supervillana ficticia que aparece en cómics estadounidenses publicados por Marvel Comics. El personaje generalmente se representa como una enemiga de Luke Cage. Fue creada por Billy Graham, George Tuska y Steve Englehart, y apareció por primera vez en Luke Cage, Hero for Hire Vol. 1, n.º 5 (enero de 1973).
Alfre Woodard interpreta a Mariah Dillard en la serie de Netflix, Luke Cage, ambientada en el Marvel Cinematic Universe.

## Historial de publicaciones
Black Mariah apareció por primera vez en Luke Cage : Hero for Hire # 5 (enero de 1973) y fue creado por George Tuska y Steve Englehart.

## Biografía del personaje ficticio
Mariah Dillard era la líder de una pandilla de criminales de Nueva York llamada Rat Pack. Su principal fuente de actividad delictiva fue el uso de una ambulancia robada para recoger los cuerpos de los fallecidos recientemente y luego robar los objetos de valor que tenían en su persona. Durante uno de estos robos, una viuda de una de las víctimas contrató a Power Man (que estaba en la escena del asesinato) para encontrar el cuerpo de su esposo. Power Man encuentra el escondite de Black Mariah. Esto condujo a un enfrentamiento entre Mariah y sus hombres contra Power Man. Power Man derrotó a Mariah y sus cohortes y los entregó a la policía.
Después de algún tiempo en prisión, Black Mariah comenzó una empresa de tráfico de drogas. Ella es la principal distribuidora de un medicamento llamado Acid Z, una droga potente que eventualmente haría que sus usuarios se volvieran locos y con frecuencia suicidas. Cuando parte de la droga llegó a las manos del amigo de Luke Cage, DW Griffith, Power Man fue a buscar a su viejo amigo, mientras que su compañero Iron Fist rastreó al distribuidor primario y los cerró. Iron Fist encontró el escondite de Black Mariah; sin embargo, también descubrió que había contratado a un guardián especial como protección: el viejo enemigo de Iron Fist, Scimitar. Power Man se unió a Iron Fist en la batalla después de enterarse de la participación de su antiguo enemigo en la distribución de drogas. Los Heroes for Hire hicieron un breve trabajo de Mariah y Scimitar, aplastando su operación de drogas y convirtiendo a los dos delincuentes en policías.
Black Mariah aparece en el relanzamiento de Power Man y Iron Fist en 2016. Aquí, se une a la secretaria de Heroes for Hire, Jennifer "White Jennie" Royce, para destruir el imperio de Tombstone.
Black Mariah aparece más tarde como miembro de la encarnación del Orgullo de Alex Wilder.
Black Mariah se encuentra entre los señores del crimen que compiten con Señor Negativo para obtener la Tableta de la vida y el destino para poder ganarse el favor del alcalde Wilson Fisk.
Black Mariah es uno de los capos que asisten a la boda de Randy Robertson y Janice Lincoln. La boda es irrumpida por Shotgun quién dispara a Tombstone. Mientras Spider-Man persigue a Shotgun, los capos se culpan mutuamente por haber planeado el asesinato.
Durante la trama de "Guerra de Pandillas", Black Mariah asiste a una reunión de capos del crimen donde afirma que Harlem está en juego y que nadie le ha contado a Janice Lincoln al respecto.El grupo de Black Mariah ataca un almacén donde se encuentran Conejo Blanco y su secuaz Kareem. Justo a tiempo, Janice Lincoln, vestida de Beetle, llega con los miembros del Sindicato Lady Octopus, Scorpia y Trapster. Beetle eleva a Black Mariah por los aires y la deja caer. Conejo Blanco le confirmó más tarde a Lady Octopus que Black Mariah sobrevivió a la caída.

## Poderes y habilidades
Si bien Black Mariah no tiene poderes, su peso, que se estima en 400 libras, le permite golpear con gran fuerza. Fuera de su experiencia de lucha, es conocida por atrapar a sus enemigos con la guardia baja.

## En otros medios

### Televisión
- Mariah Dillard (de soltera Stokes) es la principal antagonista de Luke Cage, y es interpretada por Alfre Woodard como una adulta y Megan Miller como una adolescente.[1]
  - En la temporada 1, Mariah es la concejala de la ciudad de Nueva York y prima del traficante de armas Cornell "Cottonmouth" Stokes, que financia sus campañas políticas.[13] Los dos también son nietos de la señora del crimen de Harlem, "Mama" Mabel Stokes.[14] unque Mariah intenta evitar involucrarse en los asuntos de Cottonmouth, su obsesión con Luke Cage finalmente arruina su campaña política. Diamondback más tarde envió a su secuaz Shades para ayudarlos a salir.[15] Mariah está presente cuando Turk Barrett aparece pidiendo dinero para el aviso de dónde se escondía Chico, lo que lleva a Cottonmouth a tirar a Tone a su muerte.[16] Después de que sus almacenes son atacados por Luke y su dinero confiscado como represalia por el asesinato de Pop, Cottonmouth llama condescendientemente a Mariah "Black Mariah" en uno de sus muchos argumentos en la pantalla, lo que la lleva a arrojarle una copa de martini.[17] Más tarde, en otro altercado después de que arrestan a Cottonmouth por matar a la pareja de Misty, Mariah lo golpea hasta la muerte con un micrófono puesto cuando la acusa de seducir a su tío Pete.[14] Finalmente, con la ayuda de Hernán "Shades" Alvarez, Mariah mata a Cottonmouth en inculpar a Luke Cage.[18] Después de Diamondback es arrestado, Mariah redirige la culpa de la muerte de Cottonmouth mientras dice el nombre real de Luke en la televisión, permitiendo que el Servicio de Alguaciles de los Estados Unidos aparezca y arreste a Luke. Al final de la temporada, Mariah ejecuta el submundo criminal de Harlem en el Paraíso de Harlem mientras establece una relación con Shades.[19]
  - Aunque Mariah no aparece en The Defenders, está claro que todavía está activa en Harlem. En el episodio "The H-Word", aparece un anuncio del proyecto New Harlem Renaissance de Mariah en el lado del autobús que Luke lleva de vuelta a Harlem. Cuando Misty se pone al día con Luke, ella menciona que Mariah y Shades han estado manteniendo un perfil bajo. En "Mean Right Hook", Turk Barrett dice que Mariah y Shades han "fantasmado" cuando Luke lo interroga para obtener información sobre una serie de asesinatos que la Mano ha estado cometiendo en Harlem.[20]
  - En la segunda temporada de Luke Cage, Mariah se prepara para ser legítima y retirarse del negocio de traficar armas de su familia, mientras también intenta reconectarse con su hija Tilda Maybelline Johnson, quien fue producto de las violaciones de su tío Pete.[21] Se involucra con Raymond "Piranha" Jones, un corredor de Wall Street y amigo de la infancia de ella, quien le da a ella ya Shades información privilegiada sobre la inminente compra de Atreus Plastics por Glenn Industries. Para asegurarse de que la compra se lleve a cabo, Mariah establece una trampa de miel plan en el que tiene una nueva anfitriona en el Paraíso de Harlem, Stephanie Miller, seduce al CEO de Atreus, Mark Higgins, mientras se toman fotos comprometedoras de ellos juntos que se utilizan para chantajear a Higgins.[22] Sin que Mariah lo sepa, Stephanie es una planta de Bushmaster, el hijo de Mama Mabel y Quincy McIver, socio comercial fallecido de Buggy Stokes, que busca vengarse de Mariah por el asesinato de sus padres. Bushmaster comienza su guerra matando a Nigel Garrison, un Yardie al que Mariah está tratando de vender su negocio de armas, y se hace cargo de su banda. Después de adquirir el arsenal de los Stokes, Bushmaster realiza varios ataques contra Mariah, dejando las cabezas decapitadas de Higgins, Cucaracha y Ray-Ray en picos en la entrada de su nuevo centro comunitario Shirley Chisholm,[23] matar a Piranha después de conseguir que agotara las cuentas bancarias de Mariah, atar a Mariah en su piedra rojiza antes de quemarla (que solo sobrevive gracias a la intervención de Luke) y, por último, intentar matarla mientras Luke y Misty la están protegiendo en una clínica de Rand.[24] Mariah finalmente toma represalias liderando un ataque a un restaurante propiedad de la familia de Bushmaster, quemando vivo a su tío y matando a Stephanie y varios clientes inocentes.[25] Shades está disgustado con Mariah, se entrega a la policía,[26] y decide usar un alambre para atrapar a Mariah. Mientras tanto, Bushmaster recoge a Tilda para preparar un brebaje para curarlo. Habiendo aprendido la verdad sobre Mariah matando a Cottonmouth y la masacre en sí, ella ayuda a Bushmaster a hacer otro intento de matar a Mariah en su guarida en Harlem's Paradise, pero Luke frustra el intento. Posteriormente, Mariah es arrestada y procesada por Blake Tower.[27] En un último esfuerzo por salvarse, Mariah ordena el asesinato de cualquiera que pueda testificar en su contra, incluido su publicista Alex Wesley, y un intento de golpear a Shades. Sin embargo, su suerte se acaba, ya que Tilda la envenena fatalmente durante una visita familiar. Después de su muerte, Mariah lega el piano eléctrico de Cottonmouth a Tilda y el Paraíso de Harlem a Luke, con la esperanza de que él se corrompa al tratar de dirigir el club y negociar la paz entre las pandillas de Harlem.[28]